# Carmacks
Carmacks è un villaggio del Canada, situato nello Yukon.